# Star (canción de Caron Wheeler)
«Star» (español: «Estrella») es un sencillo de Caron Wheeler lanzado en 1999. La canción alcanzó el #82 en el Billboard Top R&B Songs.

## Lista de canciones
- US 12" Vinyl ATR 8001

1. «Star» (12" Edit) - 3:26
2. «Star» (Vibes Mix) - 3:06
3. «Star» (Instrumental) - 3:06
4. «Star» (Accapella) - 2:55

## Listas musicales
| Lista musical           | Posición |
| ----------------------- | -------- |
| Billboard Top R&B Songs | 82       |